# (3060) Delcano
(3060) Delcano (1982 RD1) – planetoida z grupy pasa głównego asteroid okrążająca Słońce w ciągu 3,44 lat w średniej odległości 2,28 j.a. Odkryta 12 września 1982 roku.